# Васильевка (город)
Васи́льевка (укр. Василівка) — город в Запорожской области Украины. Административный центр Васильевского района и Васильевской городской общины. До 2020 года составлял Васильевский городской совет.
С марта 2022 года город находится под российской оккупацией.

## Географическое положение
Город Васильевка находится на левом берегу реки Карачекрак, которая через 2,5 км впадает в Каховское водохранилище (Днепр).

## История
На окраине города, у подножья Лысой горы, раскопан могильник эпохи неолита (V тысячелетие до н. э.) с 30 захоронениями, свидетельствующими о заселении этой территории в древнейшие времена. Вблизи могильника обнаружены остатки поселения периода поздней бронзы.
История города тесно связана с родом Поповых. Генерал-майору Василию Степановичу Попову по указу императрицы Екатерины II 27 июля 1788 года были отданы эти земли и основано селение.
В XIX — начале XX века Васильевка была центром Васильевской волости и входила в Мелитопольский уезд Таврической губернии.
В 1884 году здесь был построен Замок Попова. Полностью он не сохранился. Ныне — музей заповедник «Усадьба Попова».
За время Российской Революции и гражданской войны селение входило в состав: УНР, Гетманата, Махновщины, Белой армии и Большевиков.
28 октября 1938 года Васильевка получила статус посёлка городского типа.
Во время Великой Отечественной войны в 1941—1943 селение находилось под немецкой оккупацией.
В 1957 году Васильевке присвоен статус города.
В мае 1995 года Кабинет министров Украины утвердил решение о приватизации находившихся в городе комбикормового завода и райсельхозхимии.
В августе 2013 года, у селения Попово, в ходе палеонтологической экспедиции ННПМ, в континентальных отложениях неогена (мэотическое время, около 7 млн. лет), были обнаружены коренные зубы древних грызунов - ишимомисов, ранее известных лишь из аналогичных отложений Казахстана (долины реки Ишим).
В марте 2022 года город был оккупирован российскими войсками в ходе вторжения России в Украину.

## Население
В 1989 году численность населения составляла 16 325 человек.
По состоянию на 1 января 2013 года численность населения составляла 13 996 человек, на 1 января 2019 года — 13 166 человек.

### Языковой состав
По данным переписи 2001 года 77,11 % населения города указали украинский язык родным, 21,77 % — русский, 1,12 % — другие языки.

## Экономика
- Васильевский элеватор.
- Завод ООО «Олис».
- Васильевский авторемонтный завод, ОАО.
- Васильевский завод технологического оборудования,ЧАО. Сайт vzto.zp.ua
- Васильевский завод «МК» (MIDA)

## Объекты социальной сферы
- Общеобразовательная школа № 1.
- Общеобразовательная школа № 2.
- Общеобразовательная школа № 3.
- Школа-интернат для детей с дефектами умственного развития.
- 4 детских сада.
- Васильевский профессиональный лицей.
- Музыкальная школа.
- Васильевский колледж ТГАТУ.
- Центральная районная больница.
- Межрайонный противотуберкулёзный диспансер.
- Физкультурно-оздоровительный комплекс (ФОК).
- Васильевская центральная районная библиотека для взрослых.
- Васильевская районная библиотека для детей.
- Литературно-творческое объединение «Лира».
- Васильевский духовой оркестр «Злагода»
- Зоопарк

## Транспорт
Через город проходят автомобильные дороги М-18 (E 105), Р-37, Т-0817.
Также через город проходит Приднепровская железная дорога. Станция Таврическ является узловой, здесь начинается ветка, идущая на города Днепрорудное и Энергодар.

## Достопримечательности

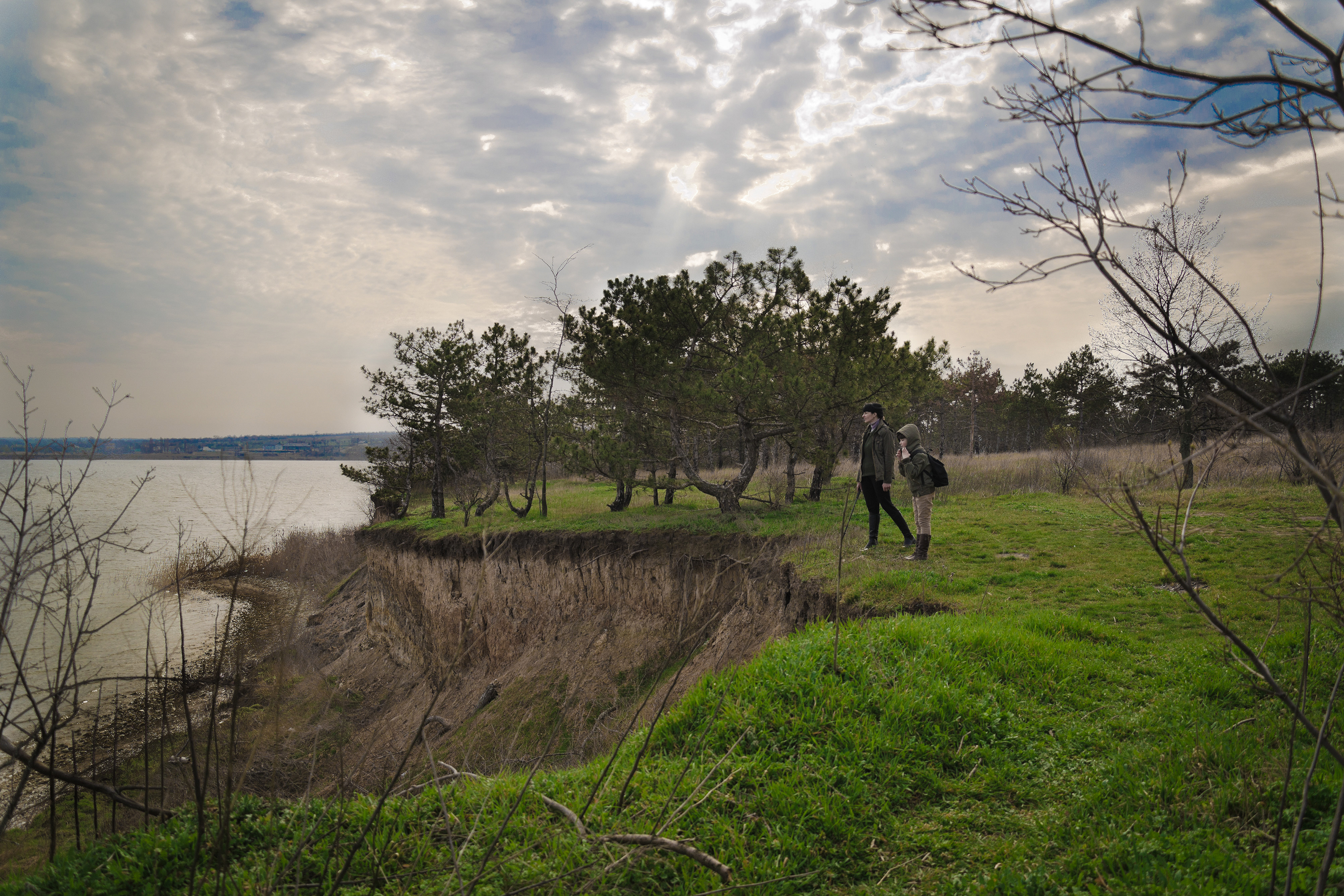
Северное побережье ландшафтного заказника «Лысая гора»

- Заказник «Лысая гора». Площадь 700 га. Статус заказника имеет с 1972. Лесонасаждения 80-х годов XIX века, до 60 видов древесных пород.
- Музей заповедник «Замок Попова»
- Памятник-бюст основателя города Василия Попова на центральном бульваре.
- Известный зоопарк HomeZoo по адресу улица Степова, 8.
- Памятник «Афганцам».